# Дендрарий Милелли

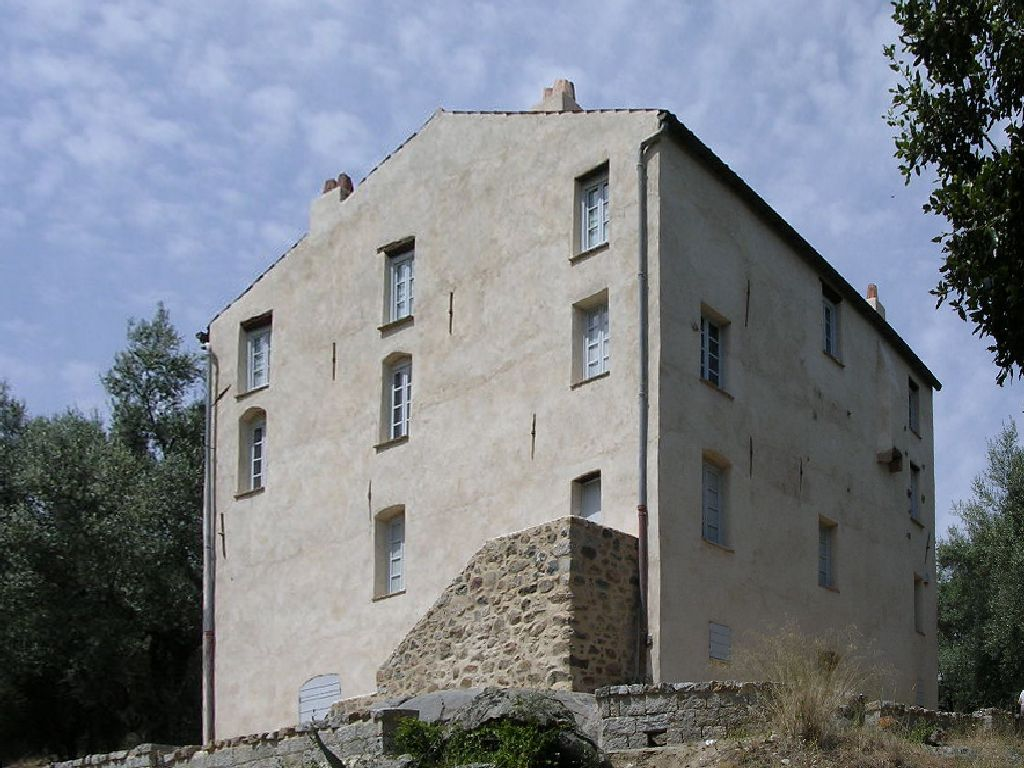
Дом Бонапартов в дендрарии Милелли

Дендрарий Милелли — дендрарий, расположенный на 12 гектарах в имении Les Milelli, в окрестностях Аяччо (Южная Корсика). Название «I milelli» означает «Маленькие яблони» на корсиканском языке. Les Milelli долгое время было летним загородным имением предков Наполеона Бонапарта, и одним из мест, где он жил в детстве. Здешние оливковые рощи приносили значительную часть доходов семьи Бонапартов. Сам дом с 1980 года закрыт для посетителей, но территория и дендрарий открыты для посещения за плату. Дендрарий содержит древесные растения, характерные для средиземноморской флоры.